# 關渡宮
25°7′4.3″N 121°27′49.6″E / 25.117861°N 121.463778°E
關渡宮，位於中華民國（臺灣）臺北市北投區關渡，俗稱關渡媽祖宮、關渡天后宮、關渡媽。 為主祀天上聖母媽祖之臺灣民間信仰廟宇，兼容佛教與道教，為北臺灣歷史最悠久、香火最鼎盛的媽祖廟，早期有「南有北港媽、北有關渡媽」一說，尊崇北港朝天宮與關渡宮天上聖母。關渡宮與北港朝天宮、鹿港天后宮合稱「臺灣三大媽祖廟」。
北臺灣各地都有迎請關渡媽祖做客的習俗與傳統。甚至擴展到中臺灣與南臺灣，民間相傳，關渡宮以開基大媽與開基軟身二媽最為靈驗，也為各地信徒主要迎請巡庄繞境的神像。

## 沿革

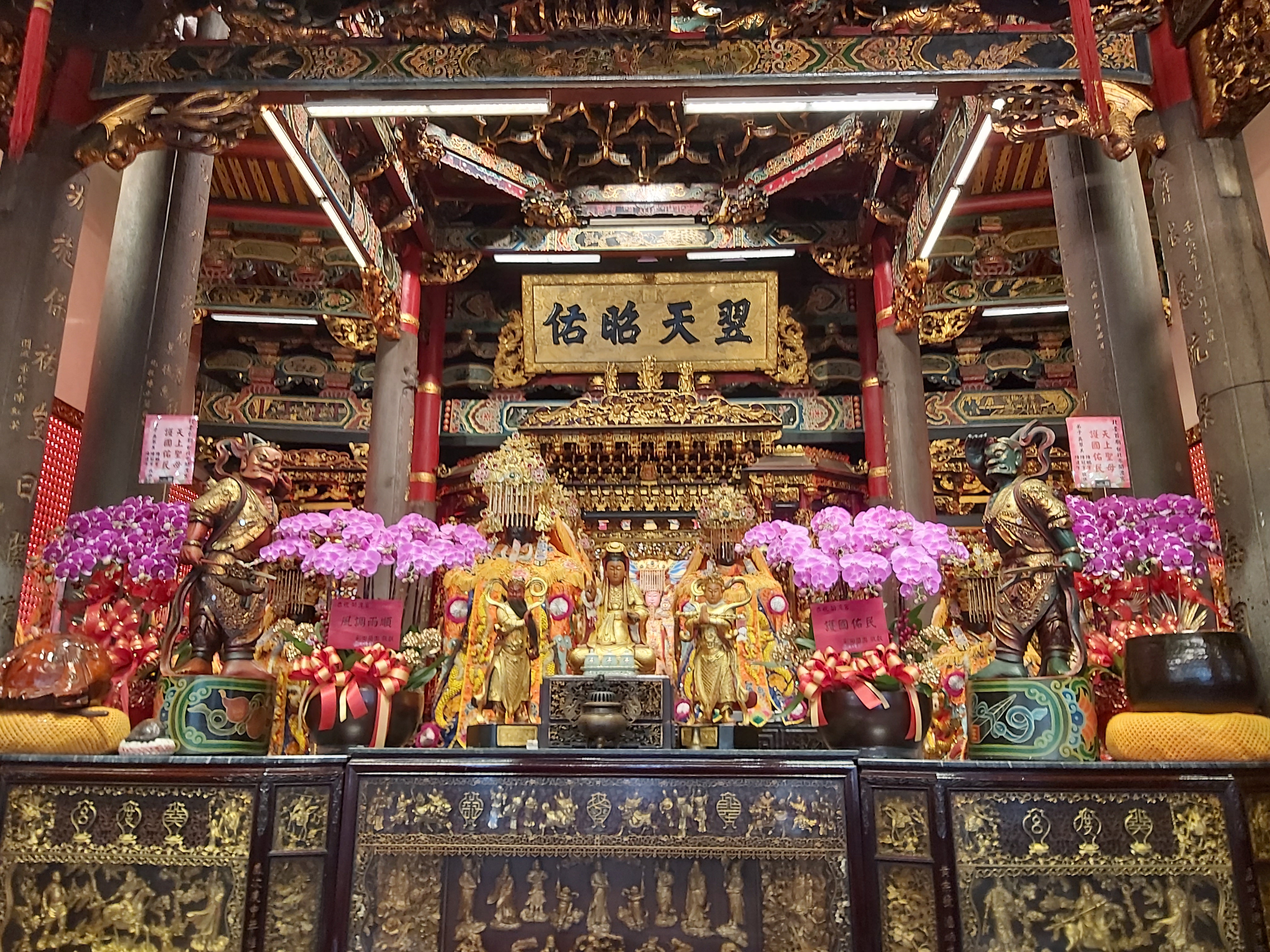
關渡宮正殿

廟方表示該廟是南明永曆十五年（1661年，清順治十八年），佛教禪門臨濟宗石興禪師，從福建省興化府莆田縣湄洲天后宮分靈媽祖金身來臺（今開基大媽），以茅草建屋，奉祀於干豆（關渡）山區，是為「干豆門天妃廟」、「干豆門天后宮」等，但是黃富三〈北台首座媽祖廟關渡宮之起源與角色〉一文認為此一說法欠缺歷史文獻支持。
目前就史料《諸羅縣志》來說，「干豆門天妃廟」是清康熙五十一年（1712年），大雞籠社通事賴科鳩眾所建於山上；康熙五十四年（1715年）時重修，易茅以瓦，建材自廈門運來，諸羅縣知縣周鍾瑄命名曰「靈山廟」。該廟原建於山頂上，康熙五十八年（1719年）遷到山麓；乾隆四十七年（1782年）因廟宇方位不正，再次重修；道光三年（1823年）因風雨侵襲毀損，再次重修。
台灣日治時期，明治卅年（1897年），關渡富商林大春因講究風水學，收購廟地，改建為自己之住宅。後林大春捐了兩百八十銀元，並鳩資遷移「靈山天妃廟」到風水上稱作「萬水歸堂穴」的現址，坐西朝東，易名為「關渡祖宮」。
大正十一年（1922年）再次重修，更名為「關渡宮」。

## 奉祀神佛

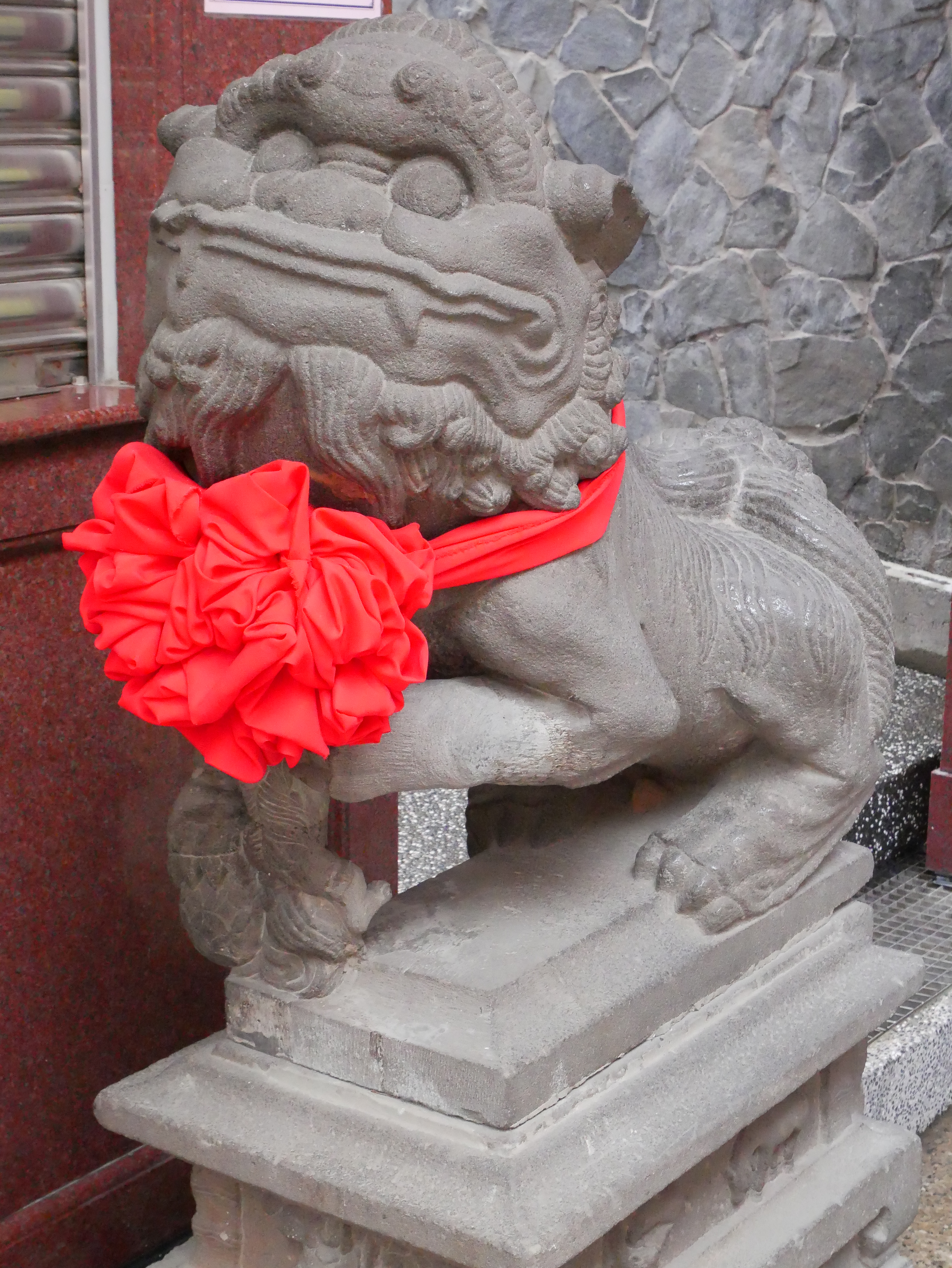
舊石獅

關渡宮一樓正殿奉祀天上聖母、觀世音菩薩、文昌帝君。左側有「延平郡王三將軍廟」，奉祀延平郡王與其屬神三位將軍（三將軍眾說紛紜，一說是劉國軒、何斌、石將軍；但也有說陳永華、甘輝、萬禮、黃道周、鄭經、鄭克臧之中的任意三人），林衡道則認為三將軍是黃府助順三位將軍。其原廟在1961年風災摧毀，檀越遷廟於此，意同於關渡宮的側殿。
右側奉祀建廟人物。旁殿奉祀藥師佛、阿彌陀佛、觀音菩薩、大勢至菩薩等。二樓的「廣渡寺」奉祀西方三聖、地藏菩薩與故董事長及其祖先牌位。
後殿奉祀玉皇大帝、三官大帝、東華帝君、瑤池金母、南斗星君、北斗星君等。
古佛洞奉祀千手觀音、羅漢、四大天王、天龍八部廿八位護法神等。財神洞奉祀財神、福德正神等。
北台灣許多宮廟都會迎請關渡媽祖前往作客.法會.繞境等，宮廟需先向關渡宮「刈單」登記迎請媽祖，目前關渡宮共大尊的二媽共計有十六尊，並且各有其專屬的聖號，
小尊的二媽共計有六十五尊，大尊聖號有：正二媽（小紅牌上面寫的是關渡宮關渡媽）、副二媽(老副駕)、捌媽、福二媽、祿二媽（紅）、祿二媽（黃）、壽二媽、貳媽、大大媽、大參媽(醫生媽)、昭德媽、福惠媽、慈惠媽、平安媽、太平媽、后德媽.該神尊如果沒有被迎請時.均在正殿供祭拜

## 註腳
1. ↑  .   [2013-05-28]. （原始内容存档于2013-08-20）.
2. 1 2  黃富三. . 2004.[永久]
3. 1 2  簡有慶. . 博揚. 2012年3月: 35－42. ISBN 978-986-6543-56-2.

## 外部連結
- 台北關渡宮 （页面存档备份，存于）
- 財團法人台北市關渡宮  臺北旅遊網 （页面存档备份，存于）
- 關渡宮  交通部觀光局 （页面存档备份，存于）